# Carlos Sabat Ercasty
Carlos Sabat Ercasty (* 4. November 1887 in Montevideo; † 4. August 1982 ebenda) war ein uruguayischer Dichter.
Er war der Sohn von Mariano Sabat y Fargas, der 1875 nach Uruguay kam, und dessen Frau María Luisa Ercasty Tellechea. Zu seinen Werken zählt etwa „Poemas del hombre y Libro del mar“. Sabat Ercasty, der sowohl als Journalist  als auch als Universitätsprofessor für spanische Literatur arbeitete, wurde unter anderem mit dem Gran Premio Nacional de Literatura ausgezeichnet. Ferner war er auch Präsident des Ateneo de Montevideo und der Academia Nacional de Letras.

## Werke
- Pantheos, Gedichte (1917)
- V. Basso Maglio, Essay (1921)
- Poemas del hombre – Libro de la Voluntad (1921)
- Poemas del hombre – Libro del Corazón (1921)
- Poemas del hombre – Libro del Tiempo (1921)
- Poemas del hombre – Libro del Mar (1922)
- Vidas, Gedichte (1923)
- El vuelo de la noche, Gedichte (1925)
- Los juegos de la frente, Gedichte (1929)
- Los adioses, Sonette (1929)
- Julio Herrera y Reissig, Essays
- Lívida, Gedichte (1933)
- El Demonio de Don Juan (1935)
- Poemas del hombre – Sinfonía del Río Uruguay
- Geografía: El Río Cebollatí
- Verbo de América; discurso a los jóvenes (1940)
- Cántico desde mi muerte (1940)
- Artemisa, Gedichte (1941)
- El espíritu de la Democracia (1944)
- Romances de la soledad (1944)
- Himno universal a Rosevelt (1945)
- Himno a Artigas (1946)
- Las sombras diáfanas, Sonette (1947)
- Poemas del hombre: Libro de la Ensoñación (1947)
- Oda a Eduardo Fabini (1947)
- Retratos del Fuego: Antonio de Castro Alves (1948)
- Poemas del hombre: El libro de Eva inmortal (1948)
- Unidad y dualidad del sueño y de la vida en la obra de Cervantes (1948)
- Libro de los Cánticos: cánticos de la presencia (1948)
- Prometeo (1952)
- Poemas del hombre: Libro de José Martí (1953)
- Retratos del fuego: María Eugenia Vaz Ferreira (1953)
- El charrúa veinte toros (1957)
- Chile en monte, valle y mar (1958)
- Poemas del hombre: Libro de los mensajes (1958)
- Sonetos Ecuatorianos (1958)
- Retratos del fuego: Carlos Vaz Ferreira (1958)
- Lucero, el caballo loco (1959)
- El mito de Prometeo (1959)
- Dramática de la introspección (1960)
- Eurídice, la joven del canto (1964)
- Himno a Artis – Himno a Mayo (1964)
- Himno al joven de la esperanza (1967)
- De Martí a Sabat Ercasty (Meo Zilio) (1967)
- Canto secular a Rubén Darío (1967)
- Transpoemas XXVII (1969)
- Sonetos de la Agonía (1977)
- Parábolas (1978)
- Retratos del fuego: José Luis Zorrilla de San Martín (1978)
- Bula Piriz: Sabat Ercasty; poemas y creación (1979)
- Cánticos a Eurídice: Tomo I y Tomo II, 522 Sonette (1980)
- Antología de Clásicos Uruguayos (1982)